# Стивенс, Чак
Чарлз Огастас Стивенс—младший (англ. Charles Augustus Stevens, Jr.; 10 июля 1918, Ван-Хаутен, Нью-Мексико — 28 мая 2018, Гарден-Гров, Калифорния) — американский бейсболист. Выступал на позиции игрока первой базы. Играл в Главной лиге бейсбола в составе клуба «Сент-Луис Браунс». С 1960 по 1998 год занимал пост секретаря Ассоциации профессиональных бейсболистов Америки.

## Биография

### Ранние годы
Чарлз Стивенс родился 10 июля 1918 года в Ван-Хаутене в штате Нью-Мексико, недалеко от границы с Колорадо. Он был одним из четырёх детей скотовода Чарлза Стивенса—старшего и его супруги Энн. Спустя несколько лет они переехали в Лонг-Бич, чтобы иметь возможность дать детям лучшее образование. В детстве Стивенс играл в бейсбол и баскетбол, увлекался музыкой и танцевал чечётку. Всей семьёй они часто посещали игры команды Лиги Тихоокеанского побережья «Лос-Анджелес Энджелс». Во время учёбы в школе и в детской команде Американского легиона он играл вместе с будущими звёздами Главной лиги бейсбола Верном Стивенсом, Бобом Лемоном и Бобби Стердженом.

### Бейсбольная карьера
В 1937 году Стивенс окончил Политехническую школу Лонг-Бича и поступил в Калифорнийский университет в Беркли, где недолго учился на стоматолога. Вскоре он подписал контракт с клубом «Сент-Луис Браунс», поставив перед собой цель попасть в Главную лигу бейсбола за четыре года. Первой командой в его профессиональной карьере стали Уильямстон Мартинс из Северной Каролины. В лиге уровня D Стивенс сыграл 97 матчей, отбивая с показателем 28,8 %. Будучи левшой, с детства он привык отбивать с правой стороны. В 1938 году он сменил стойку по просьбе тренеров «Браунс» и в дальнейшем бил только слева. В том сезоне Стивенс играл за «Джонстаун Джоннис» в C-лиге, его эффективность на бите составила 29,0 %.
В начале 1939 года его перевели в «Спрингфилд Браунс». Вместе с командой Стивенс стал победителем чемпионата Три-I лиги, а его показатель отбивания составил 31,6 %. Следующий сезон он отыграл в Техасской лиге за «Сан-Антонио Мишнс», где бил хуже, но хорошо действовал в защите и передвигался по базам. В конце 1940 года его впервые вызвали в основной состав «Сент-Луиса», но на поле он не выходил. Практически весь чемпионат 1941 года Стивенс провёл в «Толидо Мад Хенс», в 145 проведённых матчах заработав показатель отбивания 29,0 %. В сентябре он дебютировал за «Сент-Луис», сыграв в четырёх матчах. В 1942 году он вновь играл за «Толидо».
После окончания сезона 1942 года Стивенс был призван на военную службу и отправлен в ВВС США. Сначала он находился в Калифорнии, а затем был отправлен на Тихоокеанский театр военных действий, где участвовал в операциях по спасению сбитых лётчиков на Тиниане, Гуаме и Окинаве. Даже во время службы он не бросал занятия бейсболом, играя за команды военных баз. После демобилизации Стивенс возобновил спортивную карьеру. В 1946 году он был основным первым базовым Браунс, сыграв в 122 матчах регулярного чемпионата с показателем отбивания 24,8 %.
В 1947 году клуб отправил его в «Толидо». Позднее тренеры «Браунс» пытались вернуть его обратно, но это потребовало бы прохождения процедуры драфта отказов. В результате ему пришлось провести весь год в младшей лиге, где по итогам 141 матча его атакующая эффективность составила 27,9 %. Вернувшись в «Сент-Луис» в 1948 году, он провёл 85 матчей, после чего его попытались отправить в «Сан-Антонио». Стивенс отказался и уехал в Лонг-Бич, а позднее попросил клуб продать его в команду «Голливуд Старз». После оформления перехода он успел провести за новую команду ещё 38 игр.
В «Старз» Стивенс играл следующие шесть лет. Трижды он вместе с командой выигрывал чемпионат Лиги Тихоокеанского побережья. Параллельно со спортивной карьерой он снялся в спортивных фильмах «История Страттона» и «Команда победителей». Во втором одним из его партнёров был Рональд Рейган. Стивенс был одним из самых стабильных отбивающих команды, хорошо играл в защите и был лидером на поле и в раздевалке. «Старз» он покинул в 1954 году, проиграв борьбу за место в составе Дейлу Лонгу. Следующие полтора сезона он провёл в составе «Сан-Франциско Силз», а затем выкупил свой контракт и стал играющим тренером команды «Амарилло Голд Сокс». При нём команда вышла в финальную серию Западной лиги, а сам Стивенс получил награду менеджеру года. После этого его рассматривали в качестве претендента на должность главного тренера «Сент-Луис Браунс», но он не хотел надолго покидать свою семью. Последним в его карьере стал сезон 1957 года, по ходу которого Стивенс был играющим тренером клуба «Сакраменто Солонс».

### После бейсбола
Закончив играть, Стивенс вернулся в Лонг-Бич. Сначала он работал в компании, занимавшейся обслуживанием нефтяных скважин, в 1960 году принял предложение занять пост секретаря Ассоциации профессиональных бейсболистов Америки. Эта организация объединяла бывших бейсболистов, тренеров и ампайров, оказывая помощь нуждающимся. Стивенс принимал участие в модернизации структуры Ассоциации, совершенствовании её работы, приведения документации в соответствие с законодательством. В 1982 году, когда Ассоциация организовала матч всех звёзд среди ветеранов, Стивенс лично занимался подбором игроков в команды, а затем возглавил сборную Американской лиги. Пост секретаря организации он занимал до 1998 года, после чего вышел на пенсию. Оставшиеся годы жизни он провёл в Лонг-Биче.
Чак Стивенс скончался 28 мая 2018 года в возрасте 99 лет. На момент смерти он был старейшим из живущих ветеранов Главной лиги бейсбола.